# Partido Revolucionario Veracruzano
El Partido Revolucionario Veracruzano (PRV) es un partido político mexicano del estado de Veracruz fundado el 6 de mayo de 2004.
Este partido proclama el regreso a la ideología de la Revolución mexicana. En su primera participación electoral, en septiembre de ese mismo año, obtuvo el triunfo en 10 municipios, entre ellos, Nanchital, Gutiérrez Zamora, Lerdo de Tejada, Tatatila, Yecuatla, Tepetlán, Acatlán, Huiloapán, San Andrés Tenejapan. El PRV hizo alianza con el PRI para la elección a gobernador, y candidatos a diputados; pero participó con candidatos propios en los ayuntamientos. 
En la elección del 5 de septiembre de 2007 no continuó con esa alianza electoral y presentó candidatos propios, logrando obtener el 2,57% de la votación que le permitió conservar su registro, además del arribo al Congreso Local de su Presidente, el diputado Manuel Laborde Cruz. Conquistó el triunfo en 4 municipios: Las Vigas de Ramírez, Villa Aldama, Acultzingo y Magdalena, contando además con 20 regidores y 8 síndicos.
- Datos: Q6064314